# Kyokuto Maru
El Kyokuto Maru (極東丸) fue un buque petrolero, cabeza de clase construido para la Lino Shoji Lines KK, bajo las especificaciones de la Armada Imperial Japonesa, fue requisado en 1938 para servir en como abastecedor de alta mar durante la segunda guerra sino-japonesa y en la Segunda Guerra Mundial en el frente del Pacífico.

## Diseño y construcción
El Kyokuto Maru fue ordenado en 1934 por la Lino Shoji KK lines como petrolero de gran capacidad (12.787 t de crudo o 16100 m³), gran tamaño y con un motor diésel que le permitía desarrollar 19,5 n, velocidad necesaria para actuar como abastecedor de Flota en alta mar.
Su silueta en sí no difería mucho a la de otras clases de petroleros japoneses en términos generales, pero era de líneas mucho más modernas y su construcción se realizó bajo especificaciones de la Armada Imperial Japonesa.
La clase tenía 2 buques hermanos: el Toa Maru y el Tojo Maru, ambos hundidos en 1943 por ataque de submarino, solo el Kyokuto Maru sobrevivió a la guerra.

## Historial operativo
Fue botado en los astilleros de Kawasaki, Sasebo, en 1934 y completado en 1935.
Fue operado por la Lino Shoji Lines KK y pasó los años de paz previos transportando petróleo desde América del Norte a Japón, arrendado por diferentes compañías japonesas.
En julio de 1938 fue requisado y reacondicionado en los astilleros Kawasaki de Sasebo para realizar reabastecimiento en alta mar y adscrito en el 1.ª división de abastecedores de Flota.
Operó en aguas de China hasta 1939, luego pasó brevemente al servicio comercial y como transporte de crudo con el nombre de para la Armada hasta julio de 1941.
En octubre de 1941 el Kyokuto Maru realizó ejercicios de logística de suministro simultáneo por ambas bandas y en movimiento en alta mar junto a la Flota combinada para los portaviones principales de la Armada y en noviembre fue enviado a la Bahía de Hitokappu en preparación para la Operación Hawái.
Participó como abastecedor en la fuerza principal de ataque (Kido Butai) compuesta por 1a.; 2a.; y 5.ª división de portaviones en dicho ataque a las fuerzas estadounidenses en Hawái. Durante la aproximación al objetivo, la flota de abastecedores que incluía al Kyokuto Maru junto con el resto de los petroleros quedaron a la gira en un punto intermedio en espera del retorno de la Flota de Ataque mientras se realizaba el ataque a Pearl Harbor. Posteriormente participó en la Operación Mi (Midway).
Continuó desempeñando ese mismo rol, proporcionando reabastecimiento de combustible a grupos de portaaviones, acorazados y unidades de superficie de la flota a lo largo de 1942 y principios de 1943 participando en la logística de la mayoría de las operaciones de la Kidō Butai.
A medida que transcurría la guerra, las operaciones japonesas se fueron restringiendo por la pérdida sostenida de unidades de superficie, principalmente portaviones. El Kyokuto Maru pasó a actuar como un depósito flotante en la Base naval de Truk durante el resto de 1943.
A finales de 1943, el Kyokuto Maru formó parte de convoyes protegidos desde los campos petrolíferos de Borneo y las Indias Orientales Neerlandesas hasta Japón y puntos intermedios dentro del Imperio.
A fines de febrero de 1944 frente a Dávao a la altura de Mindanao, el Kyokuto Maru en convoy con el petrolero Nissho Maru (日章丸), fue torpedeado por el submarino estadounidense USS Hoe( SSN-258) y recibió dos impactos; pero logró mantenerse a flote sin bajas y sobrevivir al daño sufrido. El Nissho Maru también fue torpedeado; pero se incendió y se hundió con toda su tripulación.
Fue reparado temporalmente en Dávao, completó su travesía y luego se dirigió a Singapur para realizar reparaciones finales. Las reparaciones continuaron hasta mediados de junio; como tal, no pudo integrarse como parte del Grupo de Suministro para la Primera Flota Móvil en la Batalla del Mar de Filipinas.

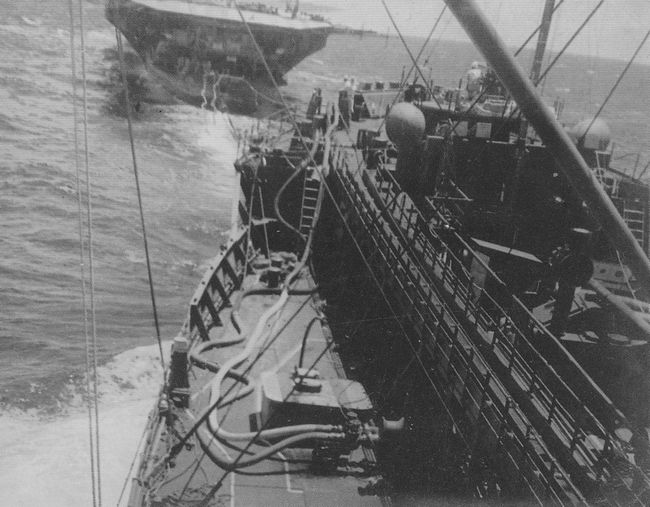
El Kyokuto Maru reabasteciendo al portaviones Hiryū en dirección a Midway (junio de 1942).

El Kyokuto Maru continuó transportando petróleo en convoyes hasta septiembre de 1944. Estaba fondeado en aguas someras en la Bahía de Manila el 21 de septiembre de 1944, cuando la Task Force 38 organizó una serie de masivos ataques contra barcos japoneses en el puerto.
El Kyokuto Maru fue bombardeado y se hundió en aguas poco profundas por lo que se pudo reflotar y remolcar a una bahía adyacente a la Base naval de Cavite; pero fue nuevamente bombardeado y sus daños fueron mayores por lo que se hundió en aguas someras.
La Armada Imperial tenía las intenciones de volver a recuperarlo; pero la rendición de Filipinas impidió su reflote y quedó como pecio semisumergido y en calidad de no-desguazado o presa de guerra. Terminada la guerra, Japón solicitó al gobierno de Manila permisos para su reflote y devolución; pero le fueron denegados.

### Posguerra
En 1948, el Kyokuto Maru fue vendido por medio de intermediarios estadounidenses a la Nippon Yusosen KK, fue reflotado y remolcado a Osaka, donde los astilleros Hitachi Zosen lo repararon y se reconstruyó siguiendo los planos de sus buques hermanos hundidos en la guerra, por lo que su aspecto resultó similar a su clase.
El Kyokuto Maru fue arrendado por la compañía que originalmente la contrató, la Lino Shijo Lines KK, y lo renombró California Maru.
Como California Maru se incorporó al transporte de petróleo sobre una base comercial, principalmente entre el Golfo Pérsico y Japón, con viajes adicionales a aguas europeas y mediterráneas. El ex-Kyokuto Maru permaneció en el servicio hasta 1964, cuando finalmente fue desguazado al término de su vida útil.
El ex-Kyokuto Maru (California Maru) fue uno de los contados petroleros de la Armada Imperial Japonesa que sobrevivieron al Frente del Pacífico.